# Real Club Marítimo de Barcelona
El Real Club Marítimo de Barcelona (Reial Club Marítim de Barcelona en idioma catalán y oficialmente), RCMB, es un club náutico español ubicado en el puerto de Barcelona. Fue fundado en 1902, por lo que es uno de los clubes deportivos más antiguos de España.

## Historia
El club nace en 1902 con el nombre de Real Club de Barcelona como resultado de la fusión de dos clubes:
- El Real Yacht Club, que era un club básicamente de vela. Fundado en 1879 como Club Catalán de Regatas, cambió de nombre a Club Náutico en mayo de 1887 cuando se eligió presidente a Pedro Doménech Grao, y el 15 de marzo de 1888 recibió el título de Real pasando a denominarse Real Yacht Club.
- El Real Club de Regatas, que era un club fundamentalmente de remo. Fundado en 1881 como Club de Regatas de Barcelona, añadió el título de Real el 23 de febrero de 1888 bajo la presidencia de José Enrique de Olano.

El protocolo de la fusión se firmó el 25 de enero de 1902, creándose el Real Club de Barcelona, cuyo primer presidente fue José Enrique de Olano. El 31 de enero de 1909 se produjo una escisión en la junta general del Real Club de Barcelona al imponerse otra candidatura diferente a la del presidente José Enrique de Olano, que entonces fundó otro club, el Real Club Náutico de Barcelona.
El 25 de enero de 1913, a propuesta del presidente del Real Club de Barcelona, el Sr. Morató, la Junta General procedió a aprobar el cambio de denominación a Real Club Marítimo. En julio de 1914 se inauguró oficialmente la nueva sede social de la entidad, de estilo modernista y obra del arquitecto Enric Sagnier, en el ángulo sur del Muelle de Barcelona. El 23 de mayo de 1959 se inauguró la actual sede social en el Muelle de España debido a que la Junta de Obras del Puerto necesitaba el espacio ocupado por la anterior. En 1922 el club organizó el primer Campeonato de Europa de remo celebrado en España. El 22 de junio de 1976 se procedió a cambiar el nombre oficial de la entidad, que pasó a ser la traducción al idioma catalán del anterior: Reial Club Marítim de Barcelona.

## Trofeo Internacional Ciudad de Barcelona
El RCMB organizó por primera vez el TICB en la década de 1950 acogiendo las modalidades de remo de 8+ masculino (de exhibición) y 4x femenino (de competición). La regata se retomó con su carácter anual desde 2007 en su decimocuarta edición.
En 2013 el trofeo se celebró con la participación de 131 deportistas de los clubes de remo catalanes y un equipo de remo de la Universidad de Cambridge.

## Deportistas destacados
En 1900, un equipo de remo integrado por Antonio Vela (que compitió en skiff y en Cuatro con timonel), Juan Camps, José Fórmica, Ricardo Margarit y Orestes Quintana participó en los Juegos Olímpicos de París. 
Individualmente, Santiago Amat se convirtió en el deportista más destacado de la entidad al ganar la primera medalla olímpica (bronce) para España en vela, en los Juegos de 1932, además de tres campeonatos de España de la clase Snipe, en 1944, 1946 y 1951.